# Bâgé-la-Ville
Bâgé-la-Ville là một xã ở tỉnh Ain, vùng Auvergne-Rhône-Alpes thuộc miền đông nước Pháp.